# Ereminellus arizonensis
Ereminellus arizonensis är en insektsart som först beskrevs av Barber 1932.  Ereminellus arizonensis ingår i släktet Ereminellus och familjen Rhyparochromidae. Inga underarter finns listade i Catalogue of Life.